# Air Niger
Air Niger war eine nigrische Fluggesellschaft mit Sitz in Niamey. Sie bestand von 1966 bis 1993.

## Geschichte
Air Niger wurde am 10. Februar 1966 mit Kapital der Republik Niger, der französischen Fluggesellschaften Air France und UTA sowie der multinationalen Fluggesellschaft Air Afrique gegründet. Die neue Gesellschaft führte die bis dahin von Air France bedienten Flugrouten innerhalb Nigers und in die Nachbarstaaten weiter. Außerdem übernahm sie das 1961 gegründete und von Niamey und Zinder aus operierende Lufttaxiunternehmen Aero Niger.
Der nigrische Staat besaß 94,5 % an Air Niger. Der erste Generaldirektor war der nigrische Verkehrsminister Léopold Kaziendé. Der spätere Premierminister Amadou Cheiffou war von 1973 bis 1974 Verwaltungsratsvorsitzender und der spätere Verkehrs- und Verteidigungsminister Ousmane Issoufou Oubandawaki von 1980 bis 1983 Generaldirektor des Unternehmens.
Als Folge der Wirtschaftskrise Nigers in den 1990er Jahren und des finanziellen Zusammenbruchs des Staates stellte Air Niger 1993 den Betrieb ein. Die Inlandsflüge wurden zeitweise von der privaten Arik Air aus Nigeria übernommen.

## Flugziele
Air Niger flog innerstaatliche Ziele sowie Flughäfen in den Nachbarländern Nigeria, Obervolta, Togo und Tschad an. Ab den späten 1980er Jahren verlagerte die Gesellschaft ihr Geschäft zunehmend auf Inlandsflüge zwischen der Hauptstadt Niamey und den Städten Agadez, Maradi, Tahoua und Zinder sowie nach Lomé in Togo.

## Flotte
In den späten 1960er Jahren gehörten eine Douglas DC-3 und eine Douglas DC-4 zur Flotte von Air Niger. Während der 1970er Jahre betrieb die Fluggesellschaft zwei Douglas DC-3 mit den Luftfahrzeugkennzeichen 5U-AAJ und 5U-RDN und in den späten 1980er Jahren zwei Hawker Siddeley 748-2B.